# Iglesia de la Asunción (Onda)

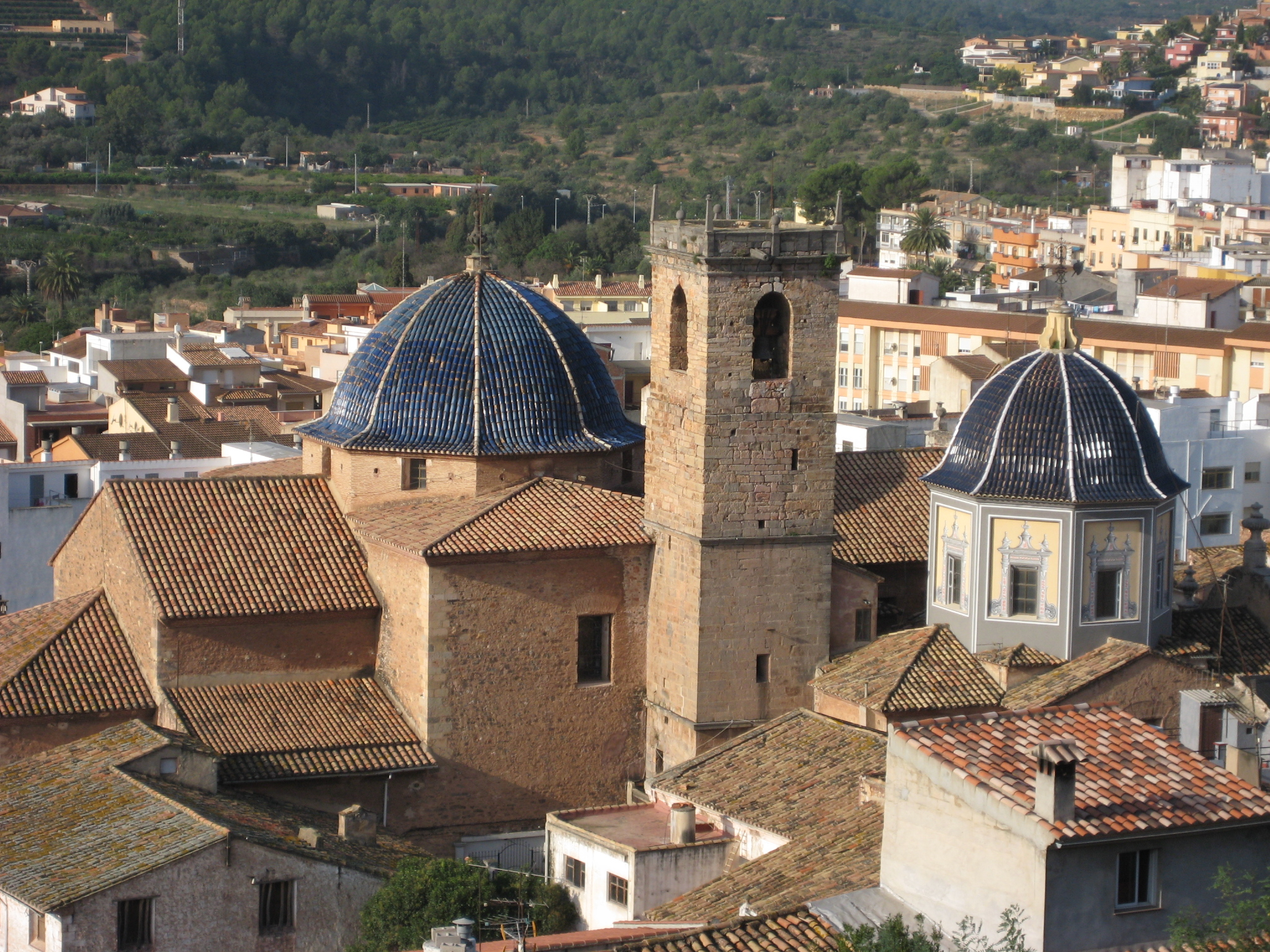
Vista de la iglesia de la Asunción

La iglesia de la Asunción de Onda (Provincia de Castellón, España) se empezó a construir en 1727 en estilo barroco sobre el solar de otro anterior. El primitivo, de estilo gótico, construido en el siglo XIV, sufrió un incendio el día 18 de diciembre de 1467, que por su rapidez y voracidad destruyó el templo. Después de éste debió construirse otro según el dibujo y descripción con todo lujo de detalles, mostrado por Viciana en su "Crónica" de 1563.

## Historia y descripción
Se trata de una construcción de planta en cruz latina, con nave única. Adosado a su lado este y a los pies, se emplaza la Capilla de la Comunión, de planta de cruz griega; tras ella la torre campanario, de planta cuadrada y el patio de acceso a la puerta del crucero oriental.
La escultura de la Asunción que se encontraba en la hornacina de la portada fue destruida, junto a otras obras de arte y de culto, en el saqueo del 10 de agosto de 1936 y el pavoroso incendio provocado por milicias de una facción del Frente Popular el 8 o 9 de octubre de 1936. Esta escultura era obra de los Ochando de Almazora, aunque se atribuye erróneamente según algunas fuentes a Nicolás de Bussy. La talla interior de la iglesia era de los hermanos Ochando de Almazora; la cúpula tuvo pinturas de Carlos Maroti, representando la Coronación de la Virgen con los Evangelistas en las esquinas. Según otras opiniones estas pinturas serían obra de José Parreu (pintor valenciano). Las pinturas actuales son del catalán Juan Masagué, el cual tomó como modelos a personas de Onda para realizar sus pinturas.
Los frescos de la Capilla de la Comunión son de José Vergara. El cura párroco Melchor Boix Rambla comenzó la reconstrucción de la iglesia en julio de 1939, encargando el retablo mayor y los laterales al escultor Juan Bautista Foliá Prades, así como la Capilla de la Comunión. Fallecido este artista el 16 de julio de 1945, acabó la obra de éste su ayudante y discípulo, el ondense Pascual Santos Albella, realizando además un cuadro representando "las Bodas de Caná". Al fallecer este artista el 10 de marzo de 1955, dirige las obras de restauración restantes, dos años después, el cura párroco Don Julián Gamundi Peris, terminando el pavimento y rehaciendo los altares restantes al estilo de antes de 1936, y dando encargo al pintor catalán Juan Massagué de terminar la decoración de la capilla, con pinturas al fresco en las paredes laterales representando la "multiplicación de los panes y de los peces", y "la Última Cena". El mismo pintor termina también la decoración de la cúpula de la iglesia representando el acto de proclamación del dogma de la Asunción de Nuestra Señora por el Papa Pío XII, y en los cuatro chaflanes de la base de la cúpula pintó a cada uno de los cuatro evangelistas.
Destacan las siguientes obras:
- La Anunciación: miniaturas italianas del siglo XV, sin autor conocido.
- Retablo de las Almas: del siglo XVI, atribuido al Maestro Cabanyes (Vicent Macip). Estilo hispano-flamenco con influencias italianas. Estuvo en la iglesia de la Sangre, según Mundina. Trasladado a Castellón en 1936, perdió las imágenes de los Santos Cosme y Damián.
- Retablo de San Antonio y Santa Bárbara: 1558, obra de Juan Macip Navarro (Joan de Joanes).
- El Salvador: anónimo de los siglos XVI-XVII. Según algunas opiniones podría ser obra de Margarida Macip (hija de Joan de Joanes).
- Cristo bendiciendo: copia de un cuadro de Vicente López por Joaquín Oliet en 1848.
- San Joaquín y la Virgen niña: escultura anónima del siglo XVII.